# Bascarrhinus plataleoides
Bascarrhinus plataleoides är en insektsart som beskrevs av Jacobi 1914. Bascarrhinus plataleoides ingår i släktet Bascarrhinus och familjen dvärgstritar. Inga underarter finns listade i Catalogue of Life.